# Liste von Großmuftis
Dies ist eine Liste von Großmuftis. Ein Mufti ist der Amtsleiter eines Muftiats, ein Großmufti der Amtsleiter einer Zentralinstitution regionaler Muftis.

## Naher Osten (Vorderer und mittlerer Orient, Kaukasus)
Die Region, die geografisch heute Südwestasien genannt wird, einschließlich des Kaukasus, aber ohne die Türkei
- Aserbaidschan: Allah-Shakur bin Hemmat Bashazada, Großmufti von Aserbaidschan
- Dubai: Ahmed al Haddad, Großmufti von Dubai
- Irak: Großmufti Rafi' Taha al-Rifa'i al-Ani
- Jerusalem, Großmufti von Jerusalem:
  - Ḥasan b. ‘Abd al-Laṭīf al-Ḥusayni, 1781–1806/7
  - Muhammad Salih al-Imam, gest. 1828
  - Muḥammad Fadil Jārallāh, gest. 1856
  - Mohammed Tahir al-Husseini, von den 1860ern bis 1908
  - Kamil al-Husseini, 1908–1921
  - Mohammed Amin al-Husseini, 1921–1936
  - Hussam Al-din Jarallah, 1948–1954
  - Sulaiman Ja'abari, 1993–1994
  - Ikrima Sa'id Sabri, 1994–2006
  - Muhammad Ahmad Hussein, seit 2006
- Jordanien: Großmufti von Jordanien:
  - Sa’id Hijjawi, 1992–2007
  - Nuh Ali Salman Al-Qudah, 2007–2010
  - Abdul Kareem al-Khasawneh, seit 2010
  - Izz Al-Din Al-Tamimi
- Kaukasus: Scheichülislam und Großmufti des Kaukasus Allahşükür Paşazadə
- Libanon: Großmufti Mohammed Rashid Qabbani
- Oman: Großmufti Ahmed bin Hamad al-Chalili, Großmufti des Sultanats Oman
- (Osmanisches Reich): Während des Ersten Weltkriegs (1914–1918) wurde vom Osmanischen Reich beansprucht, dass As'ad Shuqeiri der Großmufti von Jerusalem sei.
- Palästinensische Autonomiebehörde: Muhammad Ahmad Hussein, Großmufti von Jerusalem
- Saudi-Arabien: Großmufti von Saudi-Arabien:
  - Muhammad ibn Ibrahim Al asch-Schaich, 1953–1969
  - Abd al-Aziz ibn Baz, 1992–1999
  - Abd al-Aziz bin Abdullah Al asch-Schaich, seit 1999
- Syrien: Großmufti der Arabischen Republik Syrien
  - Ahmad Kuftaru, 1958–2004
  - Ahmad Bader Hassoun, 2005–2021
  - Usama ar-Rifai, seit 2025

## Nordafrika
- Ägypten: seit 2013 Schawki Ibrahim Allam, Großmufti von Ägypten
- Mauretanien: Ahmad ibn Murabit
- Tunesien: Jamel Arfaoui, Großmufti von Tunesien (Mufti der Republik (Tunesien))

## Südasien
- Indien: Großmufti von Indien
  - Kifayatullah Gangohi
  - Muhammad Shafi Usmani, 1932–1935/36
  - Muhammad Faruq Ahmad
  - Muhammad Madani Miya Ashrafi al-Jilani
- Indien: Großmufti Akhtar Raza
- Pakistan: Großmufti von Pakistan:
  - Muhammad Shafi Usmani, 1948–1976
  - Wali Hasan Tonki
  - Syed Shujaat Ali Qadri, Oktober 1965 – Juli 1992
  - Muhammad Rafi Usmani

## In den anderen Regionen
- Albanien: Großmufti von Albanien:
  - Vehbi Dibra, 1920–1929
  - Behexhet Shapati, 1929–1942
  - Hafiz Sherif Lëngu, 1942–1945
  - Hafiz Musa H. Ali Basha, 1945–1954
  - Hafiz Sulejman Myrta, 1954–1966
  - Esat Myftija, 1966–1967
  - Hafiz Sabri Koçi, 1991–2004
  - Selim Muça, seit 2004
- Australien: Großmufti von Australien:
  - Taj El-Din Hilaly, 1992–2007
  - Fehmi Naji El-Imam, 2007–2011
  - Ibrahim abu Mohamed, seit 2011
- Bosnien und Herzegowina: Großmufti von Bosnien-Herzegowina (Amtsbezeichnung Reisu-l-ulema)
  - Mustafa Hilmi Hadžiomerović, 1882–1893
  - Mehmed Teufik Azabagić, 1893–1909
  - Hafiz Sulejman Sarač, 1910–1913
  - Mehmed Džemaludin Čaušević, 1913–1930
  - Hafiz Ibrahim Maglajlić, 1930–1936
  - Fehim Spaho, 1938–1942
  - Salih Safvet Bašić, 1942–1947
  - Ibrahim Fejić, 1947–1957
  - Sulejman Kemura, 1957–1975
  - Naim Hadžiabdić, 1975–1987
  - Hafiz Husein Mujić, 1987–1989
  - Jakub Selimoski, 1990–1993
  - Mustafa Cerić, 1993–2012
  - Husein Kavazović, seit November 2012
- Bulgarien: Mustafa Alish Hadji, Großmufti von Bulgarien
- Frankreich: Großmufti von Marseille, Soheib Bencheikh
- Kasachstan: Yerzhan Mayamerov, Großmufti von Kasachstan
- Kirgisien: Rahmatullah Igamberdiev, Großmufti von Kirgisien, davor Chubak Zhalilov
- Kosovo: Naim Tërnava, Großmufti des Kosovo, davor Rexhep Boja
- Kroatien: Ševko Omerbašić, Großmufti von Kroatien
- Mazedonien: Großmufti von Mazedonien:
  - Zenun Berisha
  - Hadzhi Sulejman Rexhepi
  - Taxhedin Bislimi seit 2006
- Montenegro: Reif Fejzic
- Polen: Großmufti von Polen:
  - Jakub Szynkiewicz, 1925–1966
  - Tomasz Miśkiewicz
- Rumänien: Iusuf Muurat, Mufti von Constanța
- Russland: Talgat Tadschuddin, Zentrale Geistliche Verwaltung der Muslime Russlands
- Russland: Rawil Gainutdin, Russischer Muftirat
- Serbien: Muamer Zukorlić, Großmufti von Sandžak
- Serbien: Adem Zilkić, Großmufti von Belgrad
- Simbabwe: Ismail ibn Musa Menk, Großmufti der muslimischen Gemeinschaft Simbabwe
- Slowenien: Nedžad Grabus, Großmufti von Slowenien
- Tatarstan: Kamil Samigullin, Großmufti von Tatarstan
- Nordzypern: Großmufti Yusuf Sucimez
- Usbekistan: Großmufti von Usbekistan:
  - Muhammad Sodiq Muhammad Yusuf, 1989–1993
  - Muhammad Yusuf, 1993–1995
  - Abdurashid Kori Bakhromov, 1995–2006
  - Usman Alemov, 2006–2021